# 勒瑟
勒瑟（德语、法语：Roeser）是卢森堡南部的一个市镇和小镇，属于阿尔泽特河畔埃施县。 

## 姊妹城市
勒瑟与下列城市为友好关系：
- 義大利 图里
- 法國 祖夫特根